# Bürgermeisterei Bacharach

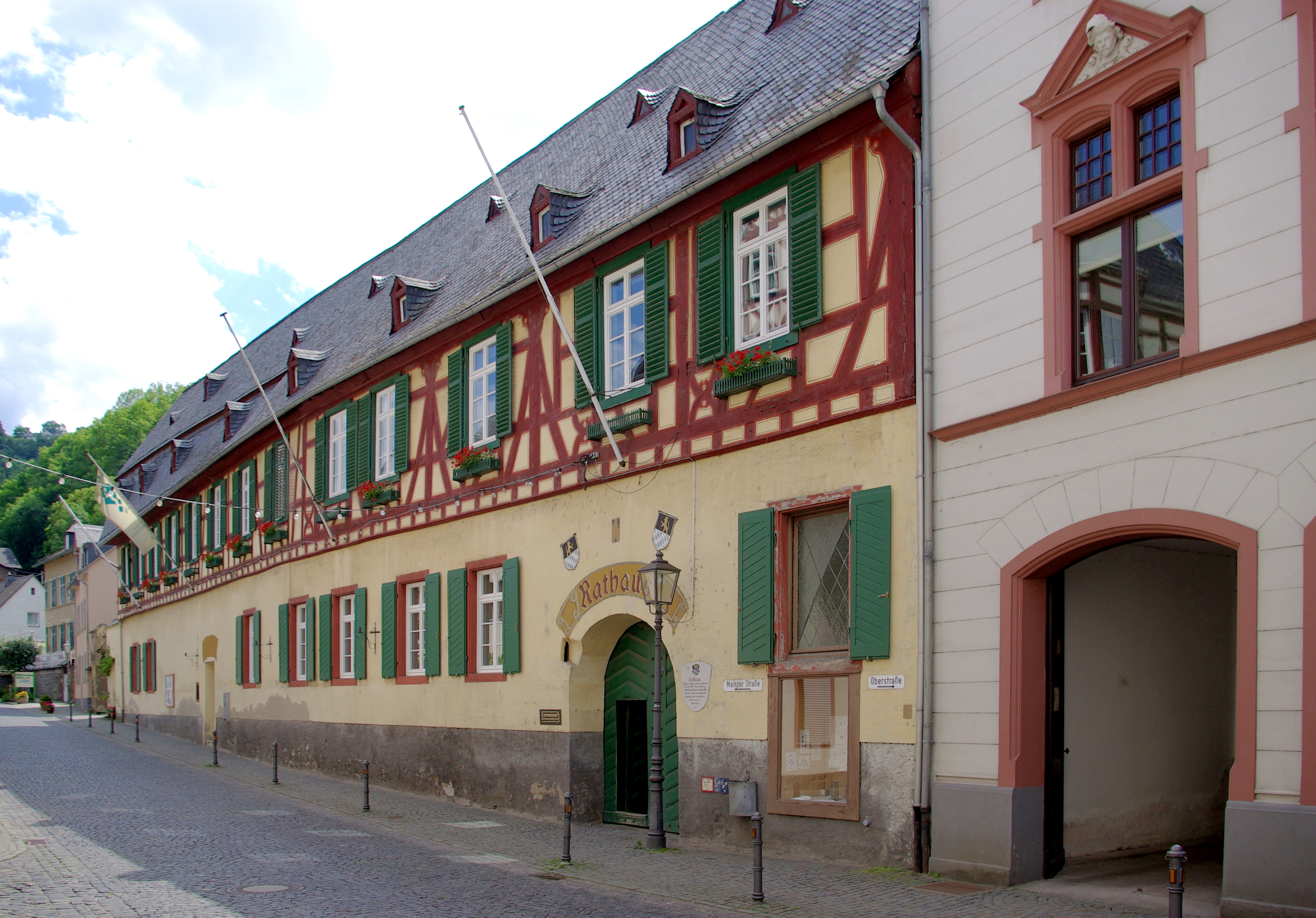
Rathaus Bacharach

Die Bürgermeisterei Bacharach war eine von zehn preußischen Bürgermeistereien, in welche sich der 1816 gebildete Kreis Sankt Goar im Regierungsbezirk Koblenz verwaltungsmäßig gliederte. Von 1822 an gehörte die Region zu der in dem Jahr neu gebildeten Rheinprovinz. Der Verwaltung der Bürgermeisterei unterstanden die Stadt Bacharach und drei, von 1833 an vier Landgemeinden. Der Verwaltungssitz war in der Stadt Bacharach im heutigen Landkreis Mainz-Bingen in Rheinland-Pfalz.
In der zweiten Hälfte des 19. Jahrhunderts erhielt die Stadt Bacharach eine von den Landgemeinden getrennte Verwaltung. 1927 wurde die Bürgermeisterei Bacharach-Land in Amt Bacharach-Land umbenannt. 1938 wurden die beiden Verwaltungen wieder verbunden und mit dem Amt Niederheimbach unter dem Namen Amt Bacharach zusammengefasst, das 1968 in der Verbandsgemeinde Bacharach und 1970 in der Verbandsgemeinde Bingen-Land (seit 1986 Verbandsgemeinde Rhein-Nahe) aufging.

## Gemeinden und zugehörende Ortschaften
Zur Bürgermeisterei Bacharach gehörten folgende Gemeinden und Ortschaften (Einwohnerzahlen Stand 1885):
- Bacharach (1.844 Einwohner) mit Henschhausen, Medenscheid und Neurath
- Breitscheid (194 E.; bis 1833 zur Gemeinde Steeg gehörend)[4]
- Manubach (618 E.)
- Oberdiebach (892 E.) mit dem Weilern Rheindiebach und Winzberg sowie drei Mühlen und zwei Höfen
- Steeg (891 E.) mit dem Weiler Nauheim und der Hasenmühle (seit 1969 Stadtteil von Bacharach)

## Geschichte
Die Gemeinden im Bürgermeistereibezirk Bacharach gehörten vom Mittelalter an bis zum Ende des 18. Jahrhunderts zur Kurpfalz (Oberamt Bacharach). Im Jahr 1794 hatten französische Revolutionstruppen das Linke Rheinufer besetzt. Unter der französischen Verwaltung gehörte das Gebiet von 1798 bis 1814 zum Arrondissement Simmern (Kanton Bacharach), das dem Rhein-Mosel-Departement zugeordnet war. Nach dem Pariser Frieden (1814) wurde die Region zunächst der Gemeinschaftlichen Landes-Administrations-Kommission mit Sitz in Kreuznach unterstellt, die unter der Verwaltung von Österreich und Bayern stand.

### Bürgermeisterei Bacharach
Aufgrund der Beschlüsse auf dem Wiener Kongress wurde 1815 das Rhein-Mosel-Departement, damit auch das vorherige Oberamt Bacharach, dem Königreich Preußen zugeordnet. Unter der preußischen Verwaltung wurden 1816 Regierungsbezirke und Kreise neu gebildet. Die Bürgermeisterei Bacharach war dem Kreis Sankt Goar und dem Regierungsbezirk Koblenz (damals „Regierungsbezirk Coblenz“) in der Provinz Großherzogtum Niederrhein (1822 Rheinprovinz) zugeordnet. Linksrheinisch behielt Preußen in der Regel die Verwaltungsbezirke der französischen Mairies vorerst bei. Der Verwaltungsbezirk der Bürgermeisterei Boppard entsprach insoweit dem der vorherigen Mairie Bacharach.
Der Weiler Breitscheid war zunächst der Gemeinde Steeg zugeordnet und wurde 1833 als eigenständige Gemeinde aus dieser ausgegliedert. Nachdem 1857 in Bacharach die Städteordnung für die Rheinprovinz eingeführt worden war, wurde die Bürgermeisterei Bacharach in eine Stadt- und in eine Landbürgermeisterei aufgeteilt, die jedoch zunächst durch einen Bürgermeister in Personalunion verwaltet wurde. Spätestens nach dem Ersten Weltkrieg wurden die Verwaltungen der Stadt Bacharach und der Bürgermeisterei Bacharach-Land wieder voneinander getrennt.

### Amt Bacharach
So wie alle Bürgermeistereien in der Rheinprovinz wurde die Bürgermeisterei Bacharach-Land 1927 in Amt Bacharach-Land umbenannt. 1938 wurde die Stadt Bacharach sowie die Ämter Bacharach-Land und Niederheimbach unter dem Namen „Amt Bacharach“ zusammengelegt. Zu diesem gehörten bis 1968 die Stadt Bacharach, aus dem Amt Bacharach-Land die Gemeinden Breitscheid, Manubach, Oberdiebach und Steeg sowie aus dem Amt Niederheimbach die Gemeinden Niederheimbach, Oberheimbach und Trechtingshausen.

### Verbandsgemeinde Bacharach
Im Zuge der rheinland-pfälzischen Funktional- und Gebietsreform ging 1968 das Amt Bacharach in der Verbandsgemeinde Bacharach auf. Im Jahr 1969 wurden die der Verbandsgemeinde Bacharach angehörenden Gemeinden aus dem gleichzeitig aufgelösten Landkreis Sankt Goar aus- und in den neugebildeten Landkreis Mainz-Bingen eingegliedert. 1970 wurden die Verbandsgemeinden Bacharach und Bingerbrück aufgelöst und zur Verbandsgemeinde Bingen-Land (seit 1986 Verbandsgemeinde Rhein-Nahe) zusammengefasst.

## Statistiken
Nach der Topographisch-Statistischen Beschreibung der Königlich Preußischen Rheinprovinzen aus dem Jahr 1830 gehörten zur Bürgermeisterei Bacharach die Stadt Bacharach, drei Dörfer, sieben Weiler, zwei einzeln stehende Höfe und vier Mühlen. Im Jahr 1816 wurden insgesamt 3.032 Einwohner gezählt; 1828 waren es 3.763 Einwohner, darunter 1.844 männliche und 1.919 weibliche; 3.076 der Einwohner gehörten dem evangelischen und 620 dem katholischen Glauben an, daneben wurden 67 Juden gezählt. 1843 gab es in jeder der fünf Gemeinden sowie in Henschhausen eine evangelische Schule.
Weitere Details entstammen dem „Gemeindelexikon für das Königreich Preußen“ aus dem Jahr 1888, das auf den Ergebnissen der Volkszählung vom 1. Dezember 1885 basiert. Im Verwaltungsgebiet der Bürgermeisterei Bacharach lebten insgesamt 4.484 Einwohner in 773 Häusern und 1.006 Haushalten; 2.165 der Einwohner waren männlich und 2274 weiblich. Bezüglich der Religionszugehörigkeit waren 3.758 evangelisch, 631 katholisch, 50 gehörten dem jüdischen Glauben an. Evangelische Kirchen gab es in Bacharach, Manubach, Oberdiebach und Steeg. Eine katholische Pfarrkirche sowie eine Synagoge befanden sich in Bacharach.
1885 betrug die Gesamtfläche der zur Bürgermeisterei gehörenden Gemeinden 4.418 Hektar, davon waren 1.442 Hektar Ackerland, 355 Hektar Wiesen und 1.593 Hektar Wald.